# 젤송 달라
자신투 무온두 달라(포르투갈어: Jacinto Muondo Dala, 1996년 7월 13일 ~ )는 앙골라의 축구 선수로 현재 카타르 스타스 리그의 알와크라 SC에서 공격형 미드필더 겸 공격수로 활약 중이며 앙골라 대표팀의 일원으로도 활약하고 있다.

## 구단 경력
루안다에서 태어난 젤송은 지역의 CD 프리메이루 지 아구스투에서 선수 생활을 시작했다. 2015년 7월, 그가 포르투갈의 SL 벤피카에 의해 스카우트 되는 것으로 보도되었다. 그는 2016년에 그의 팀이 지라볼라에서 우승하면서 27경기에서 23골을 넣었고, 그 후 그는 팀 동료인 아리 파펠과 함께 6천만 유로의 방출 조항과 함께 미공개 이적료로 스포르팅 CP로 계약을 체결했다.
2017년 1월 리스본에 도착한 이후, 젤송은 1월 15일, 4-0으로 패한 포르티모넨스 SC 전에서 90분을 뛰며, 스포르팅 CP B의 리가 포르투갈 2 프로 데뷔 전을 치렀다. 8일 후, 그는 1-1로 비긴 SC 코빌량과의 홈경기를 시작으로 첫 골을 넣었다. 그는 리그 첫 시즌 17경기에서 13골을 넣었는데, 4월 2일 SC 올랴넨스 전에서 4골을 넣으며 5-1로 승리했다. 그는 5월 13일, CD 페이렌세에서 열린 조르즈 제주스의 프리메이라리가 경기에 처음으로 소집되었지만, 2-1로 패한 경기에서는 사용되지 못했지만, 8일 후, 시즌 마지막 경기에서 젤송 마르팅스와 교체되어 1부 리그 데뷔 전을 치렀고, 4-1로 이긴 GD 샤베스와의 이스타디우 조제 알발라드 경기에서 막판에 교체되었다.
2017년 9월 30일, 젤송은 4-3으로 이긴 CD 산타클라라와의 홈 경기에서 해트트릭을 기록했다.

## 국가대표팀 경력
젤송은 2015년 6월 13일, 그는 중앙아프리카 공화국과의 2017년 아프리카 네이션스컵 예선 전에서 앙골라 국가대표팀 데뷔 전을 치렀고, 팀은 2골을 기록해 4-0 승리를 거두었다. 7월 4일, 그는 루안다에서 열린 에스와티니와의 2016년 아프리카 네이션스 챔피언십 예선 전에서 두 골을 모두 넣어 합계 4-2 동점을 만들었다.